# Грязевик бахромчатый
Грязевик бахромчатый (лат. Caenis macrura) — вид подёнок семейства грязевые подёнки.

## Внешнее строение
Взрослые подёнки отличаются изменчивой окраской, иногда встречаются меланистические формы. Основание жгутика усика не утолщено. У самцов близкого вида Caenis luctuosa, оно бутылковидно расширено, а у самок слабо расширено. Крылья по переднему краю в слегка сероватые или черноватые. Костальная, субкостальная и первая радиальная жилки тёмные, другие — беловатые. Первые два членика лапок, общей длинны остальных члеников, тогда как у Caenis luctuosa они равны по длине. Брюшко светлое, сверху с тёмными пятнами по бокам.
Личинки желтовато-коричневой окраски длиной тела от 3,5 до 7,5 мм. На голове имеются тёмные пятна. Боковые края переднеспинки почти прямые, передний угол её закруглен. На зачатках крыльев имеются расположенные рядами микротрихии. Ноги светлоокрашенные. Бедра передних ног с крепкими раздваивающимися щетинками не равной длины. Второй тергит брюшка закругленным срединным выступом. Два первых членика брюшка сверху светло-бурые, другие — светлые с желтоватыми боковыми пятнами. Низ брюшка светлый, по бокам иногда желтовато-коричневый. Девятый стернит брюшка с глубокой выемкой, по его краям имеются заметные шипики

## Биология
Личинки развиваются в реках с каменистым дном и по берегам озёр. В год развивается одно или два поколения.

## Классификация
Выделяют три подвида:
- Caenis macrura macrura Stephens, 1836
- Caenis macrura helenica Malzacher, 1986 Эвбея
- Caenis macrura minoica Malzacher, 1986 Закинф и Крит

## Распространение
Встречается в Европе (кроме Пиренейского полуострова и Ирландии), Передней и Средней Азии